# Monte Rossomanno
Il monte Rossomanno è una montagna degli Erei, alta 885 m s.l.m., situata nelle vicinanze di Valguarnera Caropepe, nel territorio comunale di Enna, nella Sicilia centrale.

## Geografia
Si trova nei pressi di Valguarnera Caropepe da cui dista 3 chilomenti. Dalla sua sommità è possibile dominare con lo sguardo il mare che bagna le coste della Piana di Catania. Da esso nasce inoltre il Vallone Rossomanno affluente del fiume Gornalunga. Il territorio di Rossomanno è un vasto complesso di vegetazione boschiva, con maggioranza di pini ed eucalipti. Dal 2000 i 2200 ettari sono sottoposti a vincolo da parte dell'Azienda Regionale Foreste Demaniali che ha la gestione dell'area. 

## Archeologia
Costituito da alture di origine arenaria e fluviale, il Monte Rossomanno è stato luogo molto frequentato dalle genti autoctone e poi dominio di alcune popolazioni. Numerose testimonianze del periodo pre-arcaico ci sono pervenute grazie ai ritrovamenti di piccole tombe a nicchia scavate nella roccia arenaria; ma è già nella protostoria siciliana intorno al VII secolo a.C. che si registrano i primi insediamenti rurali. Antropologicamente importanti le diverse tipologie funerarie: la più indigena, detta enchitrismos, ovvero l'inumazione dei cadaveri...e quella dei campi di crani con l'incineratorio dei defunti (molto più rara in Sicilia). 
Nei luoghi che si affacciano sulla cosiddetta Valle dell'Infermo e quindi di fronte a Valguarnera, si attestano le fondamenta di spesse mura (fino a 2 metri di larghezza) che cingevano a difesa l'intera zona abitativa. Da queste mura si ergevano numerose torrette sporgenti, oggi perdute. I tanti "profanatori" e "tombaroli" hanno però devastato numerosissimi reperti e distrutto per sempre alcune testimonianze importanti. Sparse per tutta la sommità di Rossomanno tanti cocci di vasellame rosse e nere prive di figura, tipiche del primo periodo greco e punte di lance e frecce.
La cittadella, da molti esperti ritenuta la perduta Magella, fu più volte conquistata dai Romani che quasi certamente la depredarono. A fronte di tali barbarie gli abitanti furono costretti ad abbandonare le proprie abitazioni. Soltanto in epoca bizantina il Monte Rossomanno scoprì un nuovo ripopolamento degli antichi siti abitativi e di questo si hanno diverse testimonianze certe. Cocci e soprattutto le mura di una chiesetta a pianta basilicale ad occidente. Nel periodo svevo, ovvero nel XIV secolo, la zona fu trasformata in feudo di Rossomanno dalla famiglia degli Uberti residenti a Enna, allora Castrogiovanni. Durante una spedizione armata, capeggiata dal Re aragonese Martino I di Sicilia, il feudo venne raso al suolo. 
Oggi il Monte Rossomanno è una riserva naturale con un sofisticato progetto in atto per il recupero della fauna selvatica.